# Sherlock (Fernsehserie)
Sherlock ist eine britische Fernsehserie der BBC. Die Autoren Steven Moffat und Mark Gatiss versetzen dabei die von Sir Arthur Conan Doyle geschriebenen Detektivgeschichten in einen modernen Kontext und lassen Sherlock Holmes gemeinsam mit seinem Assistenten Dr. Watson im heutigen London ermitteln.
Bislang wurden vier Staffeln, eine Kurzepisode und eine Spezial-Folge produziert.

## Handlung
Sherlock Holmes ist ein beratender Privatdetektiv mit bemerkenswerten kognitiven Fähigkeiten, der zusammen mit dem ehemaligen Militärarzt Dr. John Watson eine WG in der Londoner Baker Street 221B gründet. Kurze Zeit später ermitteln sie in ihrem ersten gemeinsamen Fall und stehen den Ermittlern von New Scotland Yard, insbesondere Detective Inspector Lestrade, mit Rat und Tat zur Seite. Sehr zum Leidwesen von Sherlock schreibt John viele der bearbeiteten Fälle nieder und veröffentlicht diese in seinem Blog. Durch die Steigerung von Sherlocks Popularität werden vermehrt private Klienten auf ihn aufmerksam.

## Figuren

### Sherlock Holmes

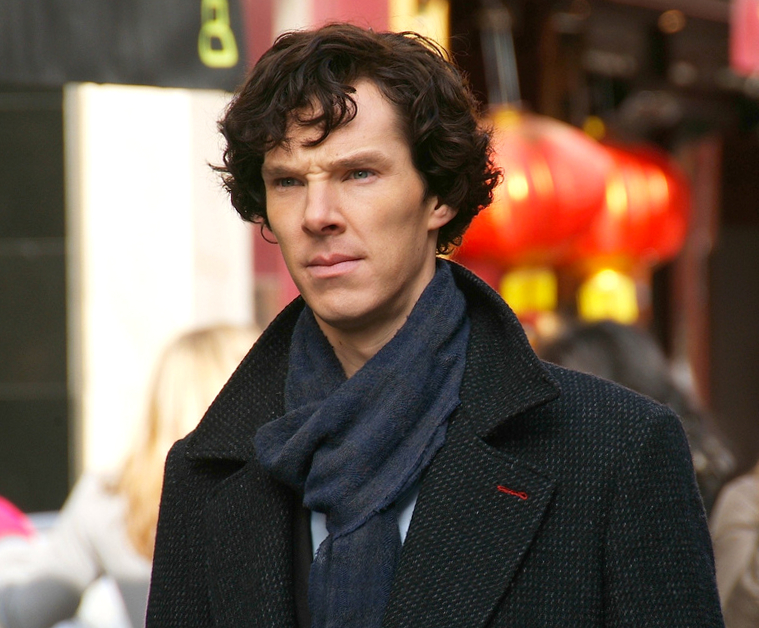
Benedict Cumberbatch als Sherlock Holmes in der Londoner Chinatown

Sherlock Holmes (mit vollem Namen William Sherlock Scott Holmes) tritt wie in den Originalgeschichten als beratender Privat-/Amateurdetektiv („consulting detective“) auf, der dank seiner genauen Beobachtungen und schnellen Schlussfolgerungen („Deduktionen“) der Polizei, von der er häufig konsultiert wird, weit überlegen ist. In der modernen Version arbeitet er bei der Aufklärung der Verbrechen mit moderner Technik des beginnenden 21. Jahrhunderts wie SMS, Internet und GPS. Regisseur Paul McGuigan erklärte, Holmes benutze „die ihm heutzutage verfügbaren Werkzeuge, um etwas herauszufinden“ („He will use the tools that are available to him today in order to find things out.“). Die moderne Technik zeigt sich auch in Einblendungen im Film, die anstelle eines Blicks auf das Mobiltelefon oder den Computerbildschirm benutzt werden oder sogar Sherlocks Gedanken darstellen. Für die Texte wählten die Produzenten die aus der London Underground bekannte Schriftart Johnston Sans.
Sherlock macht sich häufig über die Hilflosigkeit der Polizeibeamten lustig und stellt sie als inkompetent dar. Andererseits wird er von ihnen für seine Exzentrik und Andersartigkeit nicht selten verspottet. Er hat immer wieder Veranlassung klarzustellen, er sei kein Psychopath, sondern vielmehr ein hochfunktionaler Soziopath, was wohl nicht zufällig an einen ähnlichen Ausspruch von Agatha Christies Hercule Poirot erinnert. Sherlock interessiert sich für die Rätsel der ihm zugetragenen Fälle mehr als für das Leid der Betroffenen. Weder ist er sehr kontaktfreudig noch will er sich zunächst eingestehen, Freunde (wenn auch wenige) zu haben. Er ist grob, berechnend und nimmt wenig Rücksicht auf seine Mitmenschen. Auch seinen Mitbewohner John Watson weiht er zunächst kaum in seine Vorhaben ein, sondern gibt ihm anfangs lediglich kleine Aufträge, ohne deren Zweck zu erläutern. Seine Schroffheit und seine Rücksichtslosigkeit wirken oftmals sehr verletzend. Allerdings sorgt sich Sherlock später außerordentlich um seinen nunmehr besten Freund. Neben John bezeichnet er nur zwei weitere Personen als seine Freunde: Seine Vermieterin Mrs. Hudson und Detective Inspector Greg Lestrade, auch der Rechtsmedizinerin  Molly Hooper scheint er voll zu vertrauen. Zu seinem einflussreichen Bruder Mycroft, der ihm intellektuell mindestens ebenbürtig ist, hat er ein eher angespanntes und kühles Verhältnis. Über Sherlocks Lebenslauf wird indes wenig Auskunft gegeben. In einer Folge spricht Molly Hooper Sherlock darauf an, dass er Diplomchemiker sei; auch Sherlocks diverse Experimente (oft mit menschlichen Körperteilen), die er mitunter am Esstisch seiner Wohnung durchführt, deuten darauf hin, dass er ein naturwissenschaftliches Studium absolviert hat.
Sherlock sieht sich selbst „mit seiner Arbeit verheiratet“. Seine Einstellung zur Liebe wird unter anderem daran deutlich, dass er sie als „chemischen Defekt“ bezeichnet. Er ignoriert Molly Hoopers Interesse an ihm, nutzt es allerdings zu seinem Vorteil aus, wenn sie ihm dabei behilflich ist, einen Fall zu lösen. In Ein Skandal in Belgravia scheint er an der Domina Irene Adler interessiert zu sein. Wenn sie mit ihm flirtet, erwidert er ihr Interesse nicht und deduziert am Ende der Episode, dass Irene sich tatsächlich in ihn verliebt hat und seine raren Erwiderungen nur darauf abzielten, dies herauszufinden. Im weiteren Verlauf wird allerdings klar, dass Irene Sherlock tatsächlich etwas bedeutet, da die beiden per SMS in Kontakt stehen. Später baut er scheinbar eine Beziehung zu Marys Brautjungfer Janine auf, die er auf Johns und Marys Hochzeit kennen gelernt hat, jedoch stellt sich auch hier etwas später heraus, dass er keineswegs eine Liebesbeziehung zu ihr aufbauen wollte, sondern nur eine Ermittlung gegen Charles Augustus Magnussen vorbereitet hat, dessen persönliche Assistentin Janine ist.
Londons Straßen, Gassen und Verkehr kennt Sherlock auswendig. Er unterhält diverse Beziehungen, beispielsweise zu einem Graffitikünstler oder einem Obdachlosennetz, nach seinem Bekunden seine „Augen und Ohren“ in London. Sherlock ist, ohne dass er auch nur irgendwann beim Training gezeigt wird, im Kampf sehr gewandt; er überwältigt beispielsweise einen bewaffneten Mann mit bloßen Händen. Er hat Übung im Umgang mit der Pistole und ist aufgrund seiner Ortskenntnisse und seiner Ausdauer fähig, ein Taxi auch zu Fuß quer durch London zu verfolgen. Wie in den Originalgeschichten ist Sherlock zwar Raucher, seine Eltern lehnen diese Angewohnheit jedoch ab, sodass er sich deshalb meist auf Nikotinpflaster beschränkt, von denen er sich bis zu drei Stück gleichzeitig aufklebt. Dies erleichtert ihm – seinen eigenen Worten nach – das Nachdenken. Aus demselben Grund spielt er Geige und komponiert von Zeit zu Zeit eigene Melodien. Zunächst implizit, im späteren Verlauf der Serie jedoch immer offener, wird auch thematisiert, dass Sherlock neben Nikotin auch zu härteren Drogen greift, was selbst seinen Bruder Mycroft mit Sorge erfüllt. Bei großer Langeweile oder ausbleibenden Fällen hat Sherlock zu Johns Leidwesen massive Stimmungsschwankungen und führt sich teilweise abstrus oder kindisch auf.

### Dr. John Hamish Watson

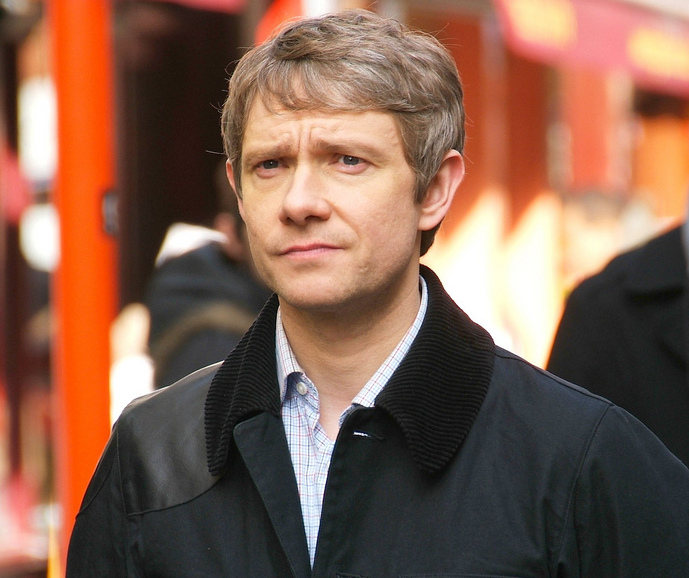
Martin Freeman als Dr. Watson in der Londoner Chinatown

Die Produzenten legten großen Wert darauf, Dr. Watson nicht als Nichtskönner darzustellen, sondern als fähigen Assistenten, der „diesen modernen Holmes greifbar macht“ („unlocks this modern Holmes“). Obwohl Sherlock auch ihn immer wieder mit seiner arroganten, snobistischen Art vor den Kopf stößt, kann der moderne Dr. Watson eine selbstbewusste und eigenständige Haltung bewahren. Holmes und Watson sprechen sich in der Fernsehserie mit Vornamen an, siezen einander aber in der deutschen Synchronfassung bis zur dritten Staffel, was durchaus passend wirkt und auch in den sorgfältigen, an Vollständigkeit und Werktreue orientierten Neuübersetzungen der Originalgeschichten so gehandhabt wird.
Watson und Holmes entwickeln während ihrer Zusammenarbeit eine enge Freundschaft, die trotz der unzugänglichen Art Sherlocks von gegenseitigem Vertrauen und Respekt geprägt wird. Watson ist zu Beginn der Fernsehserie wegen posttraumatischer Belastungsstörungen in psychologischer Behandlung. Dort wird ihm empfohlen, einen Blog zu führen. Ihm fällt jedoch nichts ein, was er schreiben könnte. Als er Sherlock kennenlernt, schreibt er über ihre Abenteuer und Fälle. Der Blog wird rasch sehr populär, sogar populärer als Sherlocks eigene Website, was dieser überhaupt nicht verstehen kann. Durch den Blog kommen die beiden auch an Aufträge, die im Gegensatz zu ihrer Tätigkeit für die Polizei bezahlt werden und so ihren Lebensunterhalt sichern. Jedoch erwähnt Watson in seinem Blog auch, dass es Fälle gibt, über die er aus Gründen der Staatssicherheit nicht schreiben darf.
Als Militärarzt hat sich Watson in der modernen Version eine Verletzung im Afghanistan-Krieg anstatt im Zweiten Anglo-Afghanischen Krieg zugezogen. Er versucht, im zivilen Leben neben seiner Assistenten-Funktion bei Holmes wieder seinem Arztberuf nachzugehen. Anfangs hinkt Watson und hat ein leichtes Zittern in seinen Händen; seine Psychotherapeutin hält beides für psychosomatische Symptome seiner posttraumatischen Belastungsstörung, Sherlock stimmt ihr zu und bringt Watson bereits kurz nach ihrer ersten Begegnung durch Ablenkung dazu, beides zu überwinden. Mycroft Holmes vermutet, es habe sich nie um PTBS, sondern von Beginn an um eine Art Kampf-Entzug gehandelt, die Symptome seien nur verschwunden, weil Watson durch Sherlock einen neuen Nervenkitzel gefunden habe.

### Weitere Figuren
Weitere bedeutende Figuren der Sherlock-Holmes-Erzählungen, die in die Fernsehserie übernommen wurden, sind:
Professor Jim Moriarty
wird bereits in der ersten Folge als treibende Kraft der Gegenseite im Hintergrund erwähnt. Die Autoren wollten unbedingt eine Szene einbauen, „in der die beiden Erzfeinde aufeinander treffen“ („in which the two arch-enemies meet each other“; Staffel 1, Folge 3). Moriarty ist Strippenzieher eines internationalen Verbrechernetzes, und fasziniert und besessen zugleich von Sherlocks Intellekt und dessen Rolle als sein Gegenspieler. Am Ende der zweiten Staffel begeht Moriarty in Sherlocks Anwesenheit Selbstmord; jedoch lässt das Ende der dritten Staffel darauf schließen, dass Moriarty für die Zeit nach seinem Ableben noch Pläne in petto hatte.
Mycroft Holmes
ähnelt zwar nicht äußerlich seiner literarischen Vorlage, wo er stark übergewichtig geschildert wird, aber ansonsten in mehrerer Hinsicht: Er selbst behauptet stets, dass seine Arbeit für die britische Regierung eine unbedeutende Position sei, während Sherlock häufig spottet, Mycroft „sei“ die britische Regierung. Seine genaue Position wird dem Zuschauer nie explizit genannt, lediglich eine Führungsposition im britischen Geheimdienst suggeriert; im gesammelten Wissen von Charles Augustus Magnussen wird er ausdrücklich dem MI6 zugeordnet. Sein Intellekt ist selbst Sherlocks noch überlegen, dessen Deduktionen er gelegentlich korrigiert. Das Verhältnis beider Brüder ist gespannt und scheint anfangs sogar von gegenseitiger Abneigung geprägt zu sein; in späteren Folgen offenbart sich nach und nach, dass Mycroft sich durchaus um die Sicherheit seines jüngeren Bruders sorgt, ihn aber auch gern dominiert. Mycroft zeigt nicht Sherlocks offene Misanthropie, sondern überspielt solche Abneigungen diplomatisch. Gelegentlich wird angedeutet, dass aufgrund seines Intellekts auch Mycrofts Privatleben von weitgehender Einsamkeit geprägt ist.
Detective Inspector Greg Lestrade
ist derjenige, der Sherlock in polizeilichen Ermittlungen verbotenerweise als Berater hinzuzieht – zum Missfallen der meisten seiner Kollegen sowie, wie sich in Staffel 2 herausstellt, sogar ohne Wissen seiner Vorgesetzten. Er lässt sich dort auch als einzige Person nicht von Sherlocks schroffer Art verunsichern, vertraut ihm bedingungslos und weist auch andere dazu an. Obwohl Sherlock ihn regelmäßig mit falschen Vornamen anredet („Graham“), lässt die Serie mehrmals durchblicken, dass er Lestrade zu seinen wenigen Freunden zählt.
Mrs. Hudson
ist Sherlocks und Johns Vermieterin, sie lebt ein Stockwerk unterhalb der beiden Protagonisten. Obwohl sie stets betont, nicht deren Haushälterin zu sein, wird sie wie selbstverständlich als solche behandelt und kommt entsprechenden Aufforderungen trotz Protest meistens nach, da sie eine mütterliche Zuneigung für die zwei Männer hegt. Gelegentlich kommt ihr Hintergrund zur Sprache – ihr verstorbener Ehemann führte ein Drogenkartell. Obwohl Sherlock häufig herablassend mit ihr umgeht, hat er eine hohe Meinung von ihr und reagiert entsprechend gereizt, wenn andere Menschen es ihr gegenüber an Respekt fehlen lassen. Als Running Gag ist Mrs. Hudson die letzte wiederkehrende Figur, die Sherlock und John für ein homosexuelles Paar hält.
Mary Watson, geborene Morstan
wird in Staffel 3 eingeführt. Sie und John lernen sich in den zwei Jahren kennen, in denen Sherlock als tot gilt. Sherlock zeigt sich John ausgerechnet an jenem Abend wieder, als dieser Mary einen Heiratsantrag machen möchte. Sie heiraten in der dritten Staffel – während seiner Rede als Trauzeuge löst Sherlock einen Mordfall – und bekommen eine Tochter, allerdings behandeln sie Sherlock von Anfang an in seinen infantilen Momenten auch so, als seien sie seine Eltern. Wie sich erst später herausstellt, ist Marys Identität nicht echt. Sie war in ihrer Vergangenheit Teil einer geheimen, hochspezialisierten Söldnereinheit und wurde unter anderem von Mycroft Holmes mit gefährlichen Aktionen beauftragt, was sie am Ende der dritten Staffel wieder einholt. Sherlock erkennt schnell Marys Qualitäten als ausgebildete Geheimagentin und setzt sie im ersten Fall der vierten Staffel „Die sechs Thatchers“ auch ein. Am Ende dieser Episode stirbt Mary, nachdem sie ein auf Sherlock abgefeuertes Projektil mit ihrem Körper abgefangen hat, was John lange nicht überwinden kann. Sie taucht in der folgenden Episode noch in beratenden Halluzinationen des trauernden John auf.

#### Nicht aus den Erzählungen stammende Figuren
Rechtsmedizinerin Molly Hooper
ist in Sherlock verliebt, obwohl sie kurzlebige Beziehungen zu anderen Partnern hat, und Sherlock nutzt zwar diesen Umstand nach Belieben zu seinem Vorteil aus, zeigt gelegentlich aber auch unerwartet empathische Momente Molly gegenüber. In späteren Staffeln versucht sie über Sherlocks romantisches Desinteresse an ihr hinwegzukommen, was ihr allerdings nur bedingt gelingt (eine zwischenzeitliche Romanze etwa sieht Sherlock auffallend ähnlich). In Staffel 3 versucht sie kurz Johns Part als Sherlocks Assistenz zu übernehmen, was jedoch nicht funktioniert.
Charles Augustus Magnussen
ist in der dritten Staffel Sherlocks bedeutendster Gegenspieler. Er ist einflussreicher Medienmogul. Magnussen erpresst politisch wichtige Opfer anhand persönlicher Schwächen, von ihm Druckpunkte genannt. Dabei greift er auf die Archive von Appledore zurück, in denen er alles aufbewahrt, was ihm einmal nützlich sein könnte, bei dem es sich jedoch nicht um sein Haus, sondern um einen Gedankenpalast handelt. Verkörpert wird er durch Lars Mikkelsen.
Eurus Holmes
In der vierten Staffel stellt sich heraus, dass hinter der aufgezeichneten Moriarty-Sequenz („miss me“) ein ganz anderer Bösewicht steckt, nämlich die geheime Holmes-Schwester Eurus, welche von Siân Brooke gespielt wird und nicht aus den Holmes-Geschichten entnommen wurde. Eurus ist ihren Brüdern intellektuell noch weit überlegen und daher sehr einsam. Da sie keine ethischen Maßstäbe gelten lässt und sich rein egoistisch verhält, ist sie hochgefährlich und sitzt auf Mycrofts Initiative in einem speziellen Hochsicherheitsgefängnis ein, das sie in der letzten Episode der 4. Staffel bereits geschickt unter ihre Kontrolle gebracht hat. Eurus erscheint bereits indirekt am Ende der 3. Staffel – Mycroft deutet, als Beleg dafür, dass familiäre Bande ihm nichts bedeuten, an, dass er außer Sherlock noch ein weiteres Geschwister hat, auf das er auch keine Rücksicht genommen habe.

## Produktion

### Entstehungsgeschichte
Bevor die Autoren Steven Moffat und Mark Gatiss mit der Arbeit an Sherlock begannen, hatten sie bereits Erfahrungen mit der Verarbeitung literarischer Werke aus dem Viktorianischen Zeitalter in Fernsehserien gesammelt. Moffat produzierte 2007 die Miniserie Jekyll auf Grundlage der Novelle Der seltsame Fall des Dr. Jekyll und Mr. Hyde, und Gatiss hatte sich bei der Folge The Unquiet Dead der Fernsehserie Doctor Who an den Werken des Schriftstellers Charles Dickens orientiert. Während einer Preisverleihung in Monte-Carlo begannen sie zusammen mit Moffats Ehefrau, der Produzentin Sue Vertue, mit den Planungen für die Fernsehserie rund um den Londoner Detektiv. Dabei wollten sie nicht die Fehler früherer Verfilmungen wiederholen, die ihrer Meinung nach „zu ehrfürchtig und zu bedächtig“ („too reverential and too slow“) waren.
Zunächst war Sherlock nur als 60-minütiger Film geplant, dessen Ausstrahlung für den Herbst 2009 angekündigt worden war. Bei entsprechendem Erfolg sollte er als Pilotfilm einer dreiteiligen Fernsehserie dienen. Die BBC äußerte jedoch ihre Zweifel am Erfolg und verzichtete auf die Ausstrahlung der 800.000 Pfund teuren Produktion. Stattdessen entstanden nun drei Folgen mit einer Länge von jeweils 90 Minuten. Die Geschichte des Pilotfilms wurde dabei für die erste Folge „wesentlich erweitert und neu geschrieben sowie in Aussehen, Tempo und Ton vollständig erneuert“.

### Dreharbeiten
Die Dreharbeiten für den Pilotfilm, den Hartswood Films für BBC Wales produzierte, begannen im Januar 2009 unter der Regie von Coky Giedroyc und fanden in London sowie in den walisischen Städten Cardiff, Swansea und Merthyr Tydfil statt. In Swansea wurde eine Bar in ein italienisches Restaurant umgebaut.

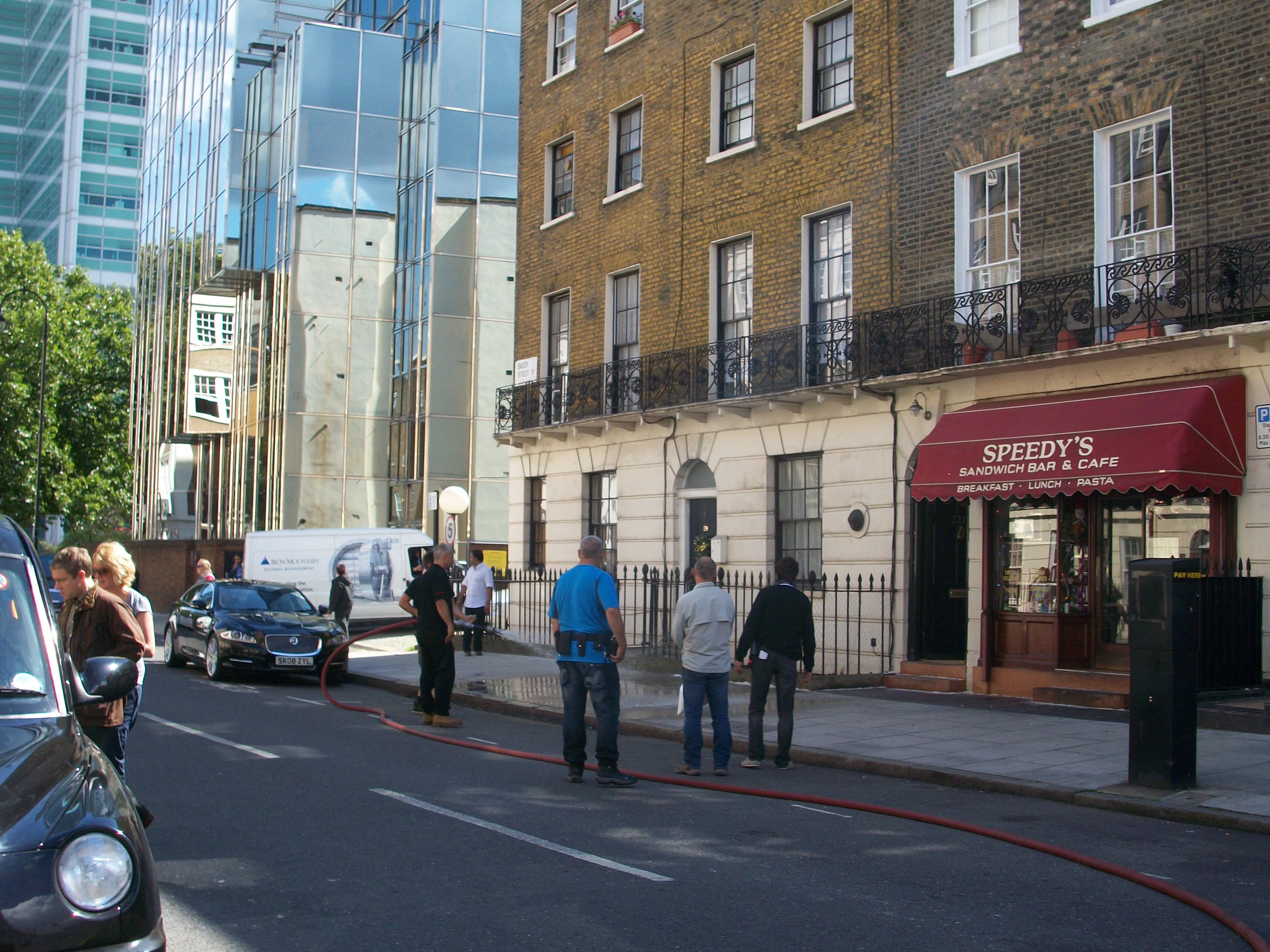
Die North Gower Street in London wurde für die Außenaufnahmen der Wohnung von Holmes und Watson in der Baker Street genutzt

In der Fernsehserie diente ein Wohngebäude mit Sandwich-Bar in der Nähe der Euston Station als Kulisse für Holmes’ Wohnung in der Baker Street 221B, da die originale Baker Street wegen des Verkehrslärms nicht genutzt werden konnte. Die echte Baker Street ist wesentlich breiter als die Straße im Film. Die ungewöhnliche Hausnummer blieb aber erhalten.
Regisseur der ersten und dritten Folge war Paul McGuigan, während Euros Lyn die zweite Folge drehte. Die Dreharbeiten fanden nicht in der Reihenfolge der Ausstrahlung statt.
Im August 2011 mussten die Außendreharbeiten zur zweiten Staffel wegen der Unruhen in London für kurze Zeit unterbrochen werden.
Die Dreharbeiten für die dritte Staffel begannen am 18. März 2013 und endeten am 1. September desselben Jahres.
Ein Teil des Materials war bereits kurz nach Fertigstellung der letzten Episode der zweiten Staffel gedreht worden, da man Änderungen am Aussehen des Drehortes befürchtete.
Am 9. Januar 2014 bestätigte Steven Moffat, dass eine vierte Staffel in Produktion gehen werde. Ebenfalls ist eine fünfte Staffel in Planung.
Am 4. April 2016 meldete Hartswood Films, dass die Dreharbeiten zur 4. Staffel in Cardiff begonnen haben. Regie in der ersten Episode von Staffel 4 führt Rachel Talalay. Die Dreharbeiten wurden am 5. August 2016 abgeschlossen. Die Regie der zweiten Episode führte Nick Hurran, die der dritten Benjamin Caron. Die Dreharbeiten fanden in London und (in der dritten Episode ausschließlich) in Wales statt.

## Episodenliste
Staffel 1
| Nr. (ges.) | Nr. (St.) | Deutscher Titel   | Originaltitel    | Erstausstrahlung UK | Deutschsprachige Erstausstrahlung (D) | Regie         | Drehbuch         | Zuschauer (UK) | Quoten (Deutschland) |
| --- | --------- | ----------------- | ---------------- | ------------------- | ------------------------------------- | ------------- | ---------------- | -------------- | -------------------- |
| 1 | 1         | Ein Fall von Pink | A Study in Pink  | 25. Juli 2010       | 24. Juli 2011                         | Paul McGuigan | Steven Moffat    | 8,70 Mio.      | 4,42 Mio.            |
| Der Militärarzt John Watson kehrt mit leichten Schussverletzungen aus dem Afghanistan-Krieg zurück. Auf der Suche nach einer bezahlbaren Wohnung in London lernt er Sherlock Holmes kennen, der einen Mitbewohner sucht. Inspector Lestrade von der Polizei untersucht währenddessen den Tod vierer Menschen, die anscheinend alle mit einer Giftpille Selbstmord begangen haben. Sherlock, als inoffizieller Berater bei der Polizei tätig, findet am Tatort Hinweise auf einen Serienmord. John Watson – den Sherlock als Mediziner, anstelle der ihm verhassten Forensiker der Polizei, hinzuzieht – lernt Sherlock besser kennen. Watson beginnt ihm zu vertrauen – obwohl die Polizistin Sally Donovan ihn eindringlich warnt, dass er ein Psychopath sei, der eines Tages selbst Verbrechen begehen werde. Ein Mann, der sich selbst als „Sherlocks Erzfeind“ bezeichnet, bei dem es sich um Sherlocks Bruder Mycroft handelt, entführt John und bietet ihm Geld, um Sherlock auszuspionieren, aber John lehnt ab. Nach einer Reihe von Zwischenfällen zeigt sich, dass der Täter seine Opfer zu einer Art Russisch Roulette zwang: Das Opfer musste unter einer tödlichen und einer harmlosen Pille wählen und sie einnehmen; der Täter nahm dann die andere. John gelingt es, den Täter zu erschießen, der kurz vor seinem Tod einen gewissen „Moriarty“ als Drahtzieher beschuldigt. |           |                   |                  |                     |                                       |               |                  |                |                      |
| 2 | 2         | Der blinde Banker | The Blind Banker | 1. Aug. 2010        | 31. Juli 2011                         | Euros Lyn     | Stephen Thompson | 7,74 Mio.      | 3,90 Mio.            |
| Sherlock wird beauftragt, einen mysteriösen Einbruch bei einer Bank zu untersuchen. Er findet an einer Bürowand gesprühte Chiffres für einen Mitarbeiter der Bank, den er anschließend tot in dessen Wohnung findet. Am nächsten Tag wird ein Journalist getötet; die gleiche Sorte Chiffres werden auch in seiner Nähe gefunden. Durch einige Hinweise entdecken Sherlock und John, dass die Toten Kuriere eines chinesischen Schmugglerrings waren, der versucht, eine wertvolle antike Haarnadel wiederzubeschaffen, die einer der Toten gestohlen hatte. Sherlock entschlüsselt schließlich die Chiffre, basierend auf Suzhou-Ziffern und einer Buch-Verschlüsselung, jedoch erst, nachdem John und seine Freundin von den Verbrechern entführt worden sind. Sherlock rettet die beiden; die Anführerin der Bande kann jedoch entkommen. Sie ist in der Schlussszene im Videochat mit ihrem Vorgesetzten namens „M“ zu sehen, bevor sie von einem Scharfschützen getroffen wird. |           |                   |                  |                     |                                       |               |                  |                |                      |
| 3 | 3         | Das große Spiel   | The Great Game   | 8. Aug. 2010        | 7. Aug. 2011                          | Paul McGuigan | Mark Gatiss      | 8,66 Mio.      | 3,05 Mio.            |
| Jemand treibt ein mörderisches Spiel mit Sherlock: Aufgrund eines vagen Hinweises soll er innerhalb eines Zeitlimits einen Fall aufklären, sonst werde eine unbeteiligte Person getötet. Vier solcher Fälle lösen Sherlock und John; in einem Fall kommen allerdings Unbeteiligte ums Leben. Offenbar ist Moriarty der Drahtzieher. Sherlock löst auch den Mordfall am Regierungsbeamten West, der Zugriff auf Daten eines Raketenabwehrprojekts hatte, und sichert die Daten. Er will die Daten als Köder benutzen, um Moriarty eine Falle zu stellen, doch dieser nimmt Watson als Geisel, indem er ihm einen Sprengstoffgürtel umbindet, und als Sherlock in einer verlassenen Schwimmhalle eintrifft, bedroht Moriarty beide durch mehrere Scharfschützen. Zwar scheint Moriarty zu verschwinden, woraufhin Sherlock Watson den Sprengstoffgürtel abnimmt und wegstößt. Doch Moriarty kehrt zurück, um Sherlock und John doch noch zu töten. Die Episode endet mit einem Cliffhanger: Während Moriartys Scharfschützen wieder auf die beiden zielen, richtet Sherlock seine Waffe auf den zwischen ihm und Moriarty liegenden Sprengstoffgürtel. |           |                   |                  |                     |                                       |               |                  |                |                      |

Staffel 2
| Nr. (ges.) | Nr. (St.) | Deutscher Titel           | Originaltitel             | Erstausstrahlung UK | Deutschsprachige Erstausstrahlung (D) | Regie         | Drehbuch         | Zuschauer (UK) | Quoten (Deutschland) |
| --- | --------- | ------------------------- | ------------------------- | ------------------- | ------------------------------------- | ------------- | ---------------- | -------------- | -------------------- |
| 4 | 1         | Ein Skandal in Belgravia  | A Scandal in Belgravia    | 1. Jan. 2012        | 17. Mai 2012                          | Paul McGuigan | Steven Moffat    | 10,66 Mio.     | 2,76 Mio.            |
| Sherlock wird durch seine vielen gelösten Fälle ungewollt zum Medienliebling. Er setzt eine zufällig herumliegende Mütze auf, um sich vor dem Blitzlichtgewitter der Fotografen zu schützen. Es handelt sich dabei um die berühmte karierte Deerstalker-Mütze, die zum Markenzeichen von Sherlock Holmes wird. Sherlock und John werden mit einem heiklen Fall betraut: Nach Informationen der Regierung scheint die Domina Irene Adler pikante Fotos eines Mitglieds der Königsfamilie zu besitzen. Diese „Femme fatale“ entpuppt sich für Holmes als harte Nuss, die über streng geheime Informationen verfügt. |           |                           |                           |                     |                                       |               |                  |                |                      |
| 5 | 2         | Die Hunde von Baskerville | The Hounds of Baskerville | 8. Jan. 2012        | 27. Mai 2012                          | Paul McGuigan | Mark Gatiss      | 10,27 Mio.     | 2,61 Mio.            |
| Sherlock und John nehmen sich eines 20 Jahre alten Falles an. Es wird behauptet, dass eine hundeartige Bestie ihr Unwesen in der Nähe einer geheimen Militärbasis treibt, zu der Sherlock sich Zutritt verschafft. Dort stößt er auf ein Giftgas, das Halluzinationen auslöst. |           |                           |                           |                     |                                       |               |                  |                |                      |
| 6 | 3         | Der Reichenbachfall       | The Reichenbach Fall      | 15. Jan. 2012       | 28. Mai 2012                          | Toby Haynes   | Stephen Thompson | 9,78 Mio.      | 2,95 Mio.            |
| Moriarty verübt einen spektakulären Einbruch: Mit seinem Handy entriegelt er alle Türen in einem Gefängnis, den Tresor einer Bank und löst die Feuermelder in dem Museum aus, in dem die Kronjuwelen aufbewahrt werden. In einem aufsehenerregenden Prozess wird er dennoch freigesprochen. Systematisch werden immer mehr erdrückende Beweise gegen Sherlock als Täter entdeckt. Sherlocks Ruf ist zerstört, selbst seine Freunde zweifeln an ihm. Er trifft Moriarty auf dem Dach des St Bartholomew’s Hospital. Moriarty setzt ihm dort auseinander, wie er Sherlocks Ruf zerstört hat. Außerdem erklärt er Sherlock, dass Auftragskiller in diesem Moment auf die Personen anlegen, die Sherlock etwas bedeuten. Um sie zu retten, muss Sherlock sich das Dach hinunterstürzen. Bevor Sherlock den Abbruchcode aus Moriarty herausholen kann, begeht dieser Selbstmord, um so zu triumphieren. Daher sieht Sherlock keinen anderen Ausweg, als sich vor den Augen des entsetzten John vom Dach zu stürzen. |           |                           |                           |                     |                                       |               |                  |                |                      |

Mini-Episode
| Nr. (ges.) | Nr. (St.) | Deutscher Titel | Originaltitel                             | Erstausstrahlung UK | Deutschsprachige Erstausstrahlung (—) | Regie | Drehbuch                    | Zuschauer (UK) | Quoten (Deutschland) |
| --- | --------- | --------------- | ----------------------------------------- | ------------------- | ------------------------------------- | ----- | --------------------------- | -------------- | -------------------- |
| |           | —               | Many Happy Returns Christmas Mini Episode | 24. Dez. 2013       | —                                     | —     | Steven Moffat & Mark Gatiss | —              | —                    |
| Many Happy Returns ist eine siebenminütige Kurzepisode. Während Sherlock Holmes offiziell noch immer für tot gehalten wird, ist Anderson, ein ehemaliger, forensischer Mitarbeiter von Lestrade, davon überzeugt, dass Sherlocks Tod fingiert war. Er versucht, Lestrade von seinen Theorien zu überzeugen, und bringt mysteriöse Fälle rund um die Welt mit Sherlock in Verbindung. Die Tatorte nähern sich immer mehr London, was Anderson für ein Zeichen hält, dass Sherlock plant zurückzukommen. Lestrade bringt seinen Theorien jedoch nur Unverständnis entgegen. Währenddessen schaut John Watson eine alte, ungeschnittene Geburtstagsvideobotschaft seines Freundes, die Lestrade ihm gebracht hat. |           |                 |                                           |                     |                                       |       |                             |                |                      |

Staffel 3
| Nr. (ges.) | Nr. (St.) | Deutscher Titel     | Originaltitel     | Erstausstrahlung UK | Deutschsprachige Erstausstrahlung (D/A) | Regie           | Drehbuch                                      | Zuschauer (UK) | Quoten (Deutschland) |
| --- | --------- | ------------------- | ----------------- | ------------------- | --------------------------------------- | --------------- | --------------------------------------------- | -------------- | -------------------- |
| 7 | 1         | Der leere Sarg      | The Empty Hearse  | 1. Jan. 2014        | 29. Mai 2014                            | Jeremy Lovering | Mark Gatiss                                   | 12,72 Mio.     | 3,27 Mio.            |
| Sherlock wird von seinem Bruder Mycroft nach London zurückgeholt, um einen Bombenanschlag zu verhindern. Zwar gibt es Verschwörungstheorien, wonach Sherlock überlebt haben soll, allerdings halten ihn seine Freunde immer noch für tot. Sherlock hat in den letzten beiden Jahren Moriartys Netzwerk ausgehoben und fiebert einem Treffen mit John Watson entgegen. John ist jedoch tief getroffen davon, dass Sherlock ihn zwei Jahre im Glauben gelassen hat, dass er tot sei, und wendet sich von Sherlock ab. Johns Verlobte Mary Morstan versucht, ihn zu einer Aussöhnung mit Sherlock zu überreden. John wird jedoch auf offener Straße von Unbekannten entführt und in einem Holzhaufen für ein Freudenfeuer im Rahmen der Bonfire Night begraben. Gerade noch rechtzeitig können Sherlock und Mary, geleitet von einer verschlüsselten SMS, John aus dem bereits brennenden Holzhaufen retten. Sherlock und John nehmen zusammen Ermittlungen auf, um den Terroranschlag eines „Untergrund-Terrornetzwerkes“ zu verhindern. Es stellt sich heraus, dass es sich um ein Terrornetzwerk handelt, das auf einer U-Bahn-Strecke (engl. underground) unterhalb des Parlamentsgebäudes in Westminster eine Bombe zünden will. Sherlock und John finden die Bombe und können sie abstellen. |           |                     |                   |                     |                                         |                 |                                               |                |                      |
| 8 | 2         | Im Zeichen der Drei | The Sign of Three | 5. Jan. 2014        | 8. Juni 2014                            | Colm McCarthy   | Stephen Thompson, Steven Moffat & Mark Gatiss | 11,38 Mio.     | 2,44 Mio.            |
| John Watson und Mary Morstan heiraten. In zahlreichen Rückblenden werden als Teil der Rede Sherlocks, der als Trauzeuge von John auftritt, verschiedene Anekdoten und ungelöste Fälle geschildert, darunter die versuchte Ermordung eines Grenadier Guards, der Sherlock um Hilfe bittet, da er sich von einem Fotografen verfolgt fühlt. Sherlock und John suchen ihn auf, jedoch können sie den Mordanschlag nicht verhindern und finden den Soldaten bewusstlos und schwer verletzt in einer geschlossenen Dusche vor. Wie der Mordversuch verübt wurde, bleibt vorerst ungeklärt. Sherlock schildert einen weiteren ungelösten Fall, bei welchem sich eine Frau an ihn wendet, da sie glaubt, ein Rendezvous mit einem Geist gehabt zu haben. Sherlock entdeckt, dass es zahlreiche ähnliche Vorfälle mit anderen Frauen gab, und schlussfolgert, dass es sich bei dem Gesuchten um ein und dieselbe Person handelt, die jeweils für einen Tag die Identität des Verstorbenen annimmt. Während seiner Rede kommt Sherlock die Lösung für das Puzzle aus den ungelösten Fällen in den Sinn, und er kommt zu dem Schluss, dass bei der Hochzeit der ehemalige Vorgesetzte Johns, Major James Sholto, ermordet werden soll. Sherlock begreift, dass der Major vom Täter unbemerkt mit einem Stich durch seinen Gürtel lebensgefährlich verletzt wurde und dass die Wunde durch den Gürtel so lange verschlossen gehalten wird, bis Sholto diesen ablegt. Der Anschlag auf den Grenadier Guard sollte dabei als eine Art „Übung“ dienen. Der Plan schlägt jedoch dank des Eingreifens von Sherlock, John und Mary fehl, und Sherlock kann den Hochzeitsfotografen als Täter überführen. Dieser gesteht, dass er Sholto aus Rache für seinen im Krieg gefallenen Bruder ermorden wollte. Der Bruder starb mit vielen anderen unter Sholtos Kommando. Schließlich eröffnet Sherlock Mary und John Watson, dass er aus seinen Beobachtungen schließt, dass Mary schwanger sei. |           |                     |                   |                     |                                         |                 |                                               |                |                      |
| 9 | 3         | Sein letzter Schwur | His Last Vow      | 12. Jan. 2014       | 9. Juni 2014                            | Nick Hurran     | Steven Moffat                                 | 11,38 Mio.     | 2,49 Mio.            |
| Lady Alicia Smallwood will nach einer Anhörung den Medienmogul Charles Augustus Magnussen aufhalten, da dieser großen Einfluss auf die britischen Premierminister ausübt. Nachdem dieser sie durch Briefe mit intimen Details aus dem Leben ihres Mannes erpresst, wendet sie sich an Sherlock. Bei seinen Ermittlungen in Magnussens Büroräumen findet Sherlock Johns Frau Mary vor, als sie Magnussen gerade erschießen will. Mary trifft jedoch Sherlock in die Brust, um ihn als Zeugen aus dem Weg zu räumen; erkennt dann aber, dass sie Magnussen nun nicht mehr töten kann, da sonst John – der Sherlock begleitet hat – als Mörder der beiden festgenommen werden würde. Bevor Mary flieht, ruft sie den Notarzt und rettet Sherlock somit das Leben. Als Sherlock im Krankenhaus erwacht, verlangt Mary von ihm, John nichts zu verraten. Bei seinen Nachforschungen findet Sherlock heraus, dass Mary Morstan in den 1970er-Jahren totgeboren wurde und Johns Frau ihre Identität gestohlen hat, um mit ihrem früheren Leben als Agentin abzuschließen. Weihnachten feiern John und Mary bei Familie Holmes. Sherlock lässt alle Anwesenden, abgesehen von John, betäuben, um unbemerkt den Laptop seines Bruders an Magnussen zu übergeben. Mit diesem hat Sherlock eine Abmachung getroffen, dass er Magnussens Hauptquartier Appledore, in dem er alle seine Daten aufbewahrt, besichtigen kann. Dort angekommen, müssen Sherlock und John feststellen, dass Magnussen alle Daten in seinem Gedächtnispalast aufbewahrt und es keine niedergeschriebenen Versionen gibt. Schließlich erscheint Mycroft mit einer Spezialeinheit, um Sherlock daran zu hindern, den Laptop an Magnussen zu verkaufen. In einem unachtsamen Moment entwendet Sherlock Johns Pistole und schießt Magnussen in den Kopf. Sherlock bittet John, kurz bevor er abgeführt wird, Mary auszurichten, dass sie nun in Sicherheit leben kann. Da Mycroft befürchtet, es könnte zu Unruhen kommen, wenn man Sherlock ins Gefängnis steckt, wird beschlossen, Holmes nach Osteuropa auf eine Mission ohne Wiederkehr zu schicken. Am Flughafen verabschiedet er sich vom Ehepaar Watson und steigt in den Flieger. Kurz nach dem Abheben erscheint auf allen Fernsehbildschirmen im Land das Bild Moriartys. Mycroft lässt das Flugzeug mit seinem Bruder an Bord umkehren. |           |                     |                   |                     |                                         |                 |                                               |                |                      |

Sonderfolge
| Nr. (ges.) | Nr. (St.) | Deutscher Titel       | Originaltitel        | Erstausstrahlung UK | Deutschsprachige Erstausstrahlung (D/A) | Regie             | Drehbuch                    | Zuschauer (UK) | Quoten (Deutschland) |
| --- | --------- | --------------------- | -------------------- | ------------------- | --------------------------------------- | ----------------- | --------------------------- | -------------- | -------------------- |
| 10 |           | Die Braut des Grauens | The Abominable Bride | 1. Jan. 2016        | 28. März 2016                           | Douglas Mackinnon | Steven Moffat & Mark Gatiss | 8,41 Mio.      | 3,01 Mio.            |
| Die Braut des Grauens ist eine einzelne Episode, die zwischen Staffel 3 und 4 einzuordnen ist, aber zu keiner der beiden gehört. Im Jahr 1895 erschießt sich die unglücklich verheiratete Emelia Ricoletti an ihrem Hochzeitstag. Einen Tag später erscheint sie jedoch ihrem Mann und tötet ihn, bevor sie einem Constable im Nebel entkommt. Die Presse ist entzückt über den übernatürlichen Mord durch eine von den Toten Auferstandene, die kurz darauf nachweislich tot wieder im Leichenschauhaus liegt. Der Fall bleibt ungelöst, bis sich Sherlock seiner annimmt. Für den Zuseher scheint es in den ersten rund 60 Minuten der Episode so, als fände die Handlung in einer alternativen Zeitlinie statt – bis sich herausstellt, dass alles im Gedächtnispalast von Sherlock passiert. Der Detektiv versucht herauszufinden, ob man einen Schuss in den eigenen Kopf überleben kann. Um diese Frage in Hinblick auf Moriarty zu klären, nimmt er sich gedanklich des Präzedenzfalls der Emelia Ricoletti an. Dabei gleitet er unter Drogeneinfluss immer tiefer in seinen Gedankenpalast hinab und kann Realität nicht mehr von Tagtraum unterscheiden. Schließlich kann er den Fall Ricoletti lösen und kommt zu dem Schluss, dass die unglückliche Ehefrau ihren Tod zunächst mithilfe von Freundinnen und einer falschen Leiche nur vorgetäuscht hatte. Am Tag darauf erschoss sie ihren Ehemann und tötete sich anschließend selbst, woraufhin ihre Leiche von Mitwissern mit der Falschen vertauscht wurde. So wurde ein Phantom geschaffen, das gewalttätige Ehemänner das Fürchten lehren sollte. Das Ganze war Plan einer radikalen Gruppe der Suffragettenbewegung, der Ricoletti angehörte. Da die Frau bereits todkrank war, opferte sie sich für die Gruppe. |           |                       |                      |                     |                                         |                   |                             |                |                      |

Staffel 4
| Nr. (ges.) | Nr. (St.) | Deutscher Titel      | Originaltitel       | Erstausstrahlung UK | Deutschsprachige Erstausstrahlung (D/A) | Regie          | Drehbuch                    | Zuschauer (UK) | Quoten (Deutschland) |
| --- | --------- | -------------------- | ------------------- | ------------------- | --------------------------------------- | -------------- | --------------------------- | -------------- | -------------------- |
| 11 | 1         | Die sechs Thatchers  | The Six Thatchers   | 1. Jan. 2017        | 4. Juni 2017                            | Rachel Talalay | Mark Gatiss                 | 11,33 Mio.     | 3,13 Mio.            |
| Eine Videobotschaft lässt Sherlock an Moriartys Tod zweifeln: Hat sein Rivale diese vorher aufgezeichnet – oder tatsächlich auf mysteriöse Weise überlebt? Sherlock wartet auf den nächsten Schachzug des verstorbenen Moriarty. Währenddessen beschäftigt ein mysteriöser Todesfall Scotland Yard besonders – aber Sherlock löst diesen schnell und interessiert sich mehr für ein scheinbar triviales Detail. Warum zerstört jemand Büsten der verstorbenen Premierministerin Margaret Thatcher? Handelt es sich um die Tat eines Wahnsinnigen? Oder ist etwas sehr viel Dunkleres im Gange, etwas, das seine Wurzeln tief in Mary Watsons Vergangenheit hat? Erst kurz vor Ende findet Sherlock heraus, wer wirklich eine Gefahr für Mary darstellt. |           |                      |                     |                     |                                         |                |                             |                |                      |
| 12 | 2         | Der lügende Detektiv | The Lying Detective | 8. Jan. 2017        | 5. Juni 2017                            | Nick Hurran    | Steven Moffat               | 9,53 Mio.      | 2,97 Mio.            |
| Sherlock steht dem kältesten Feind seiner langen Karriere gegenüber, dem mächtigen und anscheinend unangreifbaren Culverton Smith, einem Mann mit einem sehr dunklen Geheimnis. Entfremdet von seinem besten Freund John Watson scheint Sherlock in der Hölle gelandet zu sein. Unter Drogeneinfluss kann er Realität und Einbildung nicht mehr unterscheiden. Nicht verwunderlich, dass der Ermittler, von ihm unbemerkt, Teil einer Inszenierung wird. Das Spiel bestimmen nicht nur seine mysteriöse Klientin und der gerissene Smith, sondern auch Mary, die sich mit einer vor ihrem Tod aufgenommenen Botschaft an ihn wendet. Auch schwebt er in Lebensgefahr, als Culverton Smith ihn ersticken will. John kann ihn im letzten Moment retten. Als wieder die Normalität Einzug gehalten hat und John zu seiner neuen Therapeutin geht, entpuppt sich diese als Eurus Holmes, die Schwester von Sherlock und Mycroft. Sie zieht eine Waffe und schießt auf John. |           |                      |                     |                     |                                         |                |                             |                |                      |
| 13 | 3         | Das letzte Problem   | The Final Problem   | 15. Jan. 2017       | 11. Juni 2017                           | Ben Caron      | Steven Moffat & Mark Gatiss | 9,06 Mio.      | 2,56 Mio.            |
| Sherlock und John erfahren von Mycroft, dass es noch eine Holmes-Schwester namens Eurus gibt, deren Intelligenz die ihrer Brüder weit übertrifft, die jedoch zur Psychopathie neigt und daher im Hochsicherheits-Gefängnis auf der Insel Sherrinford festgehalten wird, seit sie als Kind ihr Elternhaus in Brand gesetzt hat. Dort identifiziert sie für die Regierung Gefahren und klärt Verbrechen auf. Befürchtend, dass sie frei sein könnte, sucht Mycroft die Baker Street 221B als Klient auf, wo die drei nur knapp einem Anschlag per Drohne entkommen. Da Sherlock seine Schwester kennenlernen möchte, dringen sie in das Hochsicherheitsgefängnis ein, wo sich herausstellt, dass Eurus mit Hilfe ihrer hypnotischen Fähigkeiten die Anstaltsleitung in ihrer Gewalt hat. Der Gefängnisbesuch wird zu einer Falle, in der Sherlock von Eurus zum Spiel herausgefordert wird: Eine Reihe von Problemen ist zu lösen, um letztlich einen Flugunfall zu verhindern. Dabei hinterfragt Eurus alle etablierten Moralvorstellungen. Das Spiel bringt sie zum Familiensitz der Holmes, wo Sherlock die Rätsel aus ihrer gemeinsamen Kindheit löst, die ihn traumatisiert haben, worauf sich auch die Geschichte um den vorgetäuschten Flugunfall aufklärt: Die gesamte Aktion war ein an Sherlock gerichteter Hilferuf, weil Eurus einen verständnisvollen Bruder an ihrer Seite braucht. Eurus kommt wieder nach Sherrinford, wird aber nun von Sherlock regelmäßig besucht. Watson und Holmes ziehen zurück in die wiederhergestellte Wohnung in der Baker Street. |           |                      |                     |                     |                                         |                |                             |                |                      |

## Zuordnung der Fernsehfolgen zu den literarischen Vorlagen
| Fernsehfolge       | Fernsehfolge                                        | Fernsehfolge | Roman / Kurzgeschichte                                  | Roman / Kurzgeschichte |
| Folge              | Titel                                               | Jahr         | Titel                                                   | Jahr                   |
| Staffel 1          | Staffel 1                                           | Staffel 1    | Staffel 1                                               | Staffel 1              |
| ------------------ | --------------------------------------------------- | ------------ | ------------------------------------------------------- | ---------------------- |
| 1                  | Ein Fall von Pink A Study in Pink                   | 2010         | Eine Studie in Scharlachrot A Study in Scarlet          | 1887                   |
| 2                  | Der blinde Banker The Blind Banker                  | 2010         | Die tanzenden Männchen The Adventure of the Dancing Men | 1903                   |
| 3                  | Das große Spiel The Great Game                      | 2010         | Die Bruce-Partington-Pläne The Bruce-Partington-Plans   | 1908                   |
| Staffel 2          |                                                     |              |                                                         |                        |
| 4                  | Ein Skandal in Belgravia A Scandal in Belgravia     | 2012         | Ein Skandal in Böhmen A Scandal in Bohemia              | 1891                   |
| 5                  | Die Hunde von Baskerville The Hounds of Baskerville | 2012         | Der Hund von Baskerville The Hound of the Baskervilles  | 1902                   |
| 6                  | Der Reichenbachfall The Reichenbach Fall            | 2012         | Das letzte Problem The Final Problem                    | 1893                   |
| Staffel 3          |                                                     |              |                                                         |                        |
| 7                  | Der leere Sarg The Empty Hearse                     | 2014         | Das leere Haus The Adventure of the empty House         | 1903                   |
| 8                  | Im Zeichen der Drei The Sign of Three               | 2014         | Das Zeichen der Vier The Sign of the Four               | 1890                   |
| 9                  | Sein letzter Schwur His Last Vow                    | 2014         | Seine Abschiedsvorstellung His Last Bow                 | 1917                   |
| Spezial-Folge      |                                                     |              |                                                         |                        |
| 10                 | Die Braut des Grauens The Abominable Bride          | 2016         | Die fünf Orangenkerne The Five Orange Pips              | 1891                   |
| Staffel 4          |                                                     |              |                                                         |                        |
| 11                 | Die sechs Thatchers The Six Thatchers               | 2017         | Die sechs Napoleons The Six Napoleons                   | 1904                   |
| 12                 | Der lügende Detektiv The Lying Detective            | 2017         | Der Detektiv auf dem Sterbebett The Dying Detective     | 1913                   |
| 13                 | Das letzte Problem The Final Problem                | 2017         | Das letzte Problem The Final Problem                    | 1893                   |
| Anmerkungen: 1. 2. |                                                     |              |                                                         |                        |

Die meisten Folgen basieren lose auf Geschichten von Doyle und einige nehmen im Titel Bezug auf die originalen Sherlock-Holmes-Romane und -Kurzgeschichten. In der nebenstehenden Tabelle erfolgt die Zuordnung der Fernsehfolgen zu den Geschichten, wobei bei mehreren zugrunde liegenden Geschichten stets diejenige erwähnt wird, aus der der wesentliche Handlungsstrang entnommen wurde oder offensichtlich deren Name Pate stand.
Der Einstieg in die erste Staffel, Ein Fall von Pink, basiert lose auf dem ersten Sherlock-Holmes-Roman Eine Studie in Scharlachrot, in dem Watson erzählt, wie er Holmes kennengelernt und sich mit ihm eine Wohnung geteilt hat. Die zweite Folge übernimmt das Grundthema der chiffrierten Zeichen aus der Kurzgeschichte Die tanzenden Männchen. Die Geheimorganisation ähnelt derjenigen aus Das Tal der Angst und die Mordfälle, wo der Mörder nur durch ein Fenster zum Opfer gelangen konnte, sind angelehnt an den Roman Das Zeichen der Vier. Die dritte Folge, Das große Spiel, ist größtenteils neu geschrieben, enthält aber Anspielungen auf verschiedene Abenteuer von Sherlock Holmes, namentlich Die Bruce-Partington-Pläne und vermutlich Die fünf Orangenkerne.
Die erste Folge der zweiten Staffel, Ein Skandal in Belgravia, ist eine modernisierte Fassung von Doyles dritter Sherlock-Holmes-Geschichte, Ein Skandal in Böhmen. Die zweite Folge, Die Hunde von Baskerville, basiert auf dem fast gleichnamigen Roman von 1902. In der dritten Folge, Der Reichenbachfall, inszeniert Holmes wie in Das letzte Problem seinen Tod, wobei der Titel eine Anspielung auf den Reichenbachfall ist, der Ort, an dem in der literarischen Vorlage Holmes und Moriarty vermeintlich in den Tod stürzen.
Der Beginn der dritten Staffel, Der leere Sarg, schließt wie bei der Originalvorlage Das leere Haus an den vermeintlichen Tod von Holmes an und erklärt, wie er überlebt hat. Der Titel der zweiten Folge, Im Zeichen der Drei, ist an die originale Holmes-Geschichte Im Zeichen der Vier angelehnt, die Handlung ist jedoch im Wesentlichen frei erfunden. In der dritten Folge, Sein letzter Schwur, sind Elemente aus den Geschichten Charles Augustus Milverton und Der Mann mit der entstellten Lippe enthalten. Der Originaltitel der Folge, His Last Vow, ähnelt dem englischen Titel der Geschichte His Last Bow.
Die zehnte Folge der Serie, The Abominable Bride, basiert auf einem Zitat aus der Geschichte Das Musgrave-Ritual, in dem Holmes „Ricoletti mit dem Klumpfuß und seine abscheuliche Frau“ erwähnt. Zudem enthält die Folge Elemente aus der Kurzgeschichte Die fünf Orangenkerne.
Die erste Folge der vierten Staffel verbindet Motive aus Sir Arthur Conan Doyles „Die sechs Napoleons“ und der mystischen Erzählung „Begegnung in Samarra“ über die Unentrinnbarkeit des Schicksals. Im zweiten der drei neuen „Sherlocks“ greifen die Macher sehr frei auf Sir Arthur Conan Doyles „Der sterbende Sherlock Holmes“ zurück: Darin täuscht der Held eine todbringende Vergiftung vor, um einem Mörder ein Geständnis zu entlocken.

## Besetzung und Synchronisation
Die deutsche Synchronisation entstand nach einem Synchronbuch von Michael Schlimgen und unter der Dialogregie von Susanna Bonasewicz durch die Synchronfirma Taunus Film GmbH Synchron in Berlin.
| Wiederkehrende Figuren            | Wiederkehrende Figuren | Wiederkehrende Figuren | Wiederkehrende Figuren                                   |
| Rolle                             | Folgen                 | Schauspieler           | Synchronsprecher                                         |
| --------------------------------- | ---------------------- | ---------------------- | -------------------------------------------------------- |
| Sherlock Holmes                   | 1–13                   | Benedict Cumberbatch   | Tommy Morgenstern                                        |
| Dr. John Watson                   | 1–13                   | Martin Freeman         | Sebastian Schulz                                         |
| Mrs. Hudson                       | 1–13                   | Una Stubbs             | Sonja Deutsch                                            |
| Molly Hooper                      | 1–4, 6–13              | Louise Brealey         | Julia Kaufmann                                           |
| Detective Inspector Greg Lestrade | 1, 3–13                | Rupert Graves          | Frank Röth                                               |
| Mycroft Holmes                    | 1, 3–13                | Mark Gatiss            | Thomas Nero Wolff                                        |
| Philip Anderson                   | 1, 6–7, 9–10           | Jonathan Aris          | Peter Flechtner                                          |
| Sergeant Sally Donovan            | 1, 3, 6, 8             | Vinette Robinson       | Sabine Arnhold                                           |
| Anthea                            | 1, 4, 7                | Lisa McAllister        | Natascha Geisler                                         |
| Ella                              | 1, 6, 11               | Tanya Moodie           | Arianne Borbach (Folge 1) Anke Reitzenstein (ab Folge 5) |
| Mike Stamford                     | 1, 10                  | David Nellist          | Gerrit Schmidt-Foß                                       |
| Sarah Sawyer                      | 2–3                    | Zoe Telford            | Nana Spier                                               |
| Detective Inspector Dimmock       | 2, 11                  | Paul Chequer           | Florian Clyde                                            |
| Jim Moriarty                      | 3–7, 9–10, 13          | Andrew Scott           | Marius Clarén                                            |
| Irene Adler                       | 4, 8                   | Lara Pulver            | Vera Teltz                                               |
| Mary Morstan                      | 7–13                   | Amanda Abbington       | Anna Carlsson                                            |
| Mr. Holmes                        | 7, 9, 13               | Timothy Carlton        | Axel Lutter                                              |
| Mrs. Holmes                       | 7, 9, 13               | Wanda Ventham          | Isabella Grothe                                          |
| Charles Magnussen                 | 7, 9                   | Lars Mikkelsen         | Oliver Siebeck                                           |
| Janine Hawkins                    | 8–10                   | Yasmine Akram          | Nadine Zaddam                                            |
| Lady Elizabeth Smallwood          | 9, 11–12               | Lindsay Duncan         | Katharina Lopinski                                       |
| Sir Edwin                         | 9, 11, 13              | Simon Kunz             | Jörg Pintsch (Folge 9) Stefan Staudinger (ab Folge 11)   |
| Bill Wiggins                      | 9, 12                  | Tom Brooke             | Asad Schwarz                                             |
| Eurus Holmes                      | 11–13                  | Siân Brooke            | Katrin Zimmermann                                        |

| Gastrollen                  | Gastrollen | Gastrollen           | Gastrollen         |
| Rolle                       | Folge      | Schauspieler         | Synchronsprecher   |
| --------------------------- | ---------- | -------------------- | ------------------ |
| Jeff Hope                   | 1          | Philip Davis         | Detlef Gieß        |
| Soo Lin Yao                 | 2          | Gemma Chan           | Yeeman Li          |
| Henry Knight                | 5          | Russell Tovey        | Leonhard Mahlich   |
| Dr. Robert Frankland        | 5          | Clive Mantle         | Bodo Wolf          |
| Kitty Riley                 | 6          | Katherine Parkinson  | Anna Grisebach     |
| Howard Shilcott             | 7          | David Fynn           | Nico Sablik        |
| Major James Sholto          | 8          | Alistair Petrie      | Frank-Otto Schenk  |
| Bainbridge                  | 8          | Alfred Enoch         | Tim Knauer         |
| Jonathan Small              | 8          | Jalaal Hartley       | Sebastian Fuchs    |
| Emelia Ricoletti            | 10         | Natasha O’Keeffe     | Susanna Bonasewicz |
| Lady Carmichael             | 10         | Catherine McCormback | Sabine Falkenberg  |
| Sir Eustace Carmichael      | 10         | Tim McInnerny        | Axel Lutter        |
| Ajay                        | 11         | Sacha Dhawan         | Matti Klemm        |
| Vivian Norbury              | 11         | Marcia Warren        | Kornelia Boje      |
| Charlie Welsborough         | 11         | Rob Callender        | Filipe Pirl        |
| Emma Welsborough            | 11         | Amanda Root          | Karin David        |
| David Welsborough           | 11         | Charles Edwards      | Viktor Neumann     |
| Detective Inspector Hopkins | 11         | Eleanor Matsuura     | Victoria Sturm     |
| Culverton Smith             | 12         | Toby Jones           | Stefan Krause      |
| Faith Smith                 | 12         | Gina Bramhill        | Giuliana Jakobeit  |
| Eurus als Kind              | 13         | Indica Watson        | Xara Eich          |
| Mädchen im Flugzeug         | 13         | Honor Kneafsey       | Yamuna Kemmerling  |
| Gefängnisdirektor           | 13         | Art Malik            | Eberhard Haar      |

## Veröffentlichung

### Fernsehausstrahlung
Die BBC produzierte zunächst drei 90-minütige Folgen der Fernsehserie, die zwischen dem 25. Juli und 8. August 2010 ausgestrahlt wurden. Der Erfolg der ersten Staffel, die im Vereinigten Königreich mehr als neun Millionen Zuschauer verfolgten, veranlasste die Produzenten, drei weitere Folgen zu drehen, die auf den Originalgeschichten Skandal in Böhmen, Der Hund von Baskerville und Das letzte Problem basieren. Die BBC zeigte diese drei Episoden wöchentlich vom 1. bis zum 15. Januar 2012.
Im Anschluss an die Ausstrahlung von Der Reichenbachfall gab Moffat bekannt, dass die BBC bereits bei der Bestellung der zweiten Staffel eine dritte bestellt hatte. Spekulationen, dass diese Staffel noch im selben Jahr gesendet werden würde, wurde von Seiten der Produktion widersprochen und ein Beginn der Dreharbeiten für 2013 angekündigt. Die dritte Staffel wurde im Januar 2014 ausgestrahlt.
In Deutschland zeigte Das Erste die erste Staffel vom 24. Juli 2011 bis zum 7. August 2011 jeweils am Sonntagabend. Die Ausstrahlung der zweiten Staffel begann am 17. Mai 2012 im Ersten und wurde am 27. und 28. Mai 2012 fortgeführt. Die drei Folgen der dritten Staffel wurden im Ersten am 29. Mai sowie am 8. und 9. Juni 2014 gesendet. In Österreich strahlte ORF eins vom 29. April 2012 bis zum 13. Mai 2012 die erste Staffel an Sonntagabenden aus. Die zweite Staffel wurde am folgenden Sonntag, dem 20. Mai 2012, fortgeführt und bis zum 3. Juni 2012 fertig ausgestrahlt. Die dritte Staffel wurde simultan mit der Ausstrahlung des Ersten gezeigt.
Die erste Staffel der Fernsehserie wurde von BBC Worldwide in 180 Länder verkauft.
Zu Weihnachten 2013 stellte die BBC eine Mini-Episode – als Prequel zur dritten Staffel – online. Die BBC begann am 1. Januar 2014, die dritte Staffel auszustrahlen. In Anlehnung an den Titel der ersten Folge, The Empty Hearse (Der leere Sarg), fuhr ein Leichenwagen mit der Ankündigung des Premierendatums durch London. In den USA wurde die dritte Staffel ab dem 19. Januar 2014 von der PBS-Gruppe gezeigt; in Norwegen bereits ab dem 3. Januar, in Dänemark ab dem 5. Januar und in Schweden ab dem 1. Februar 2014.
Eine 90-minütige Spezialfolge mit dem englischen Titel The Abominable Bride, die teilweise – wie die klassischen Sherlock-Holmes-Geschichten – im 19. Jahrhundert spielt, wurde am 1. Januar 2016 zeitgleich von BBC One in Großbritannien und von PBS in den USA ausgestrahlt. In Deutschland wurde die Sonderfolge unter dem Titel Die Braut des Grauens am 28. März 2016 im Ersten gezeigt.
Die Erstausstrahlung von Staffel 4 fand zwischen dem 1. und dem 15. Januar 2017 auf BBC One und PBS statt. Die deutschsprachige Erstausstrahlung war ursprünglich für das Frühjahr 2017 im Ersten angedacht, jedoch wurde am 25. April bestätigt, dass die 4. Staffel erst im Juni, beginnend mit Pfingstsonntag, ausgestrahlt wird.

### DVD- und Blu-ray-Veröffentlichung
Die erste Staffel erschien am 30. August 2010 im Vereinigten Königreich auf DVD und Blu-ray Disc. Die Veröffentlichung enthält neben den drei Folgen den unausgestrahlten 60-minütigen Pilotfilm, eine 32-minütige Dokumentation unter dem Titel Unlocking Sherlock, ein Making-of und Audiokommentare zu den Episoden A Study In Pink und The Great Game. Die zweite Staffel erschien am 23. Januar 2012 im Vereinigten Königreich auf DVD und Blu-ray Disc.
In Deutschland ist die erste Staffel am 8. August 2011 auf DVD und Blu-ray Disc erschienen. Das Bonusmaterial der deutschen DVD und Blu-ray Disc ist mit dem englischen Bonusmaterial identisch. Die zweite Staffel wurde am 29. Mai 2012 auf DVD und Blu-ray Disc in Deutschland veröffentlicht. Die dritte Staffel wurde am 10. Juni 2014 auf DVD und Blu-ray Disc veröffentlicht. Zudem wurde auch noch eine „Special Edition“ der 3. Staffel veröffentlicht, auf der rund 220 Minuten Bonusmaterial enthalten sind, unter anderem der siebenminütige Kurzfilm Many Happy Returns. Die Spezialfolge Die Braut des Grauens erschien in Deutschland am 29. März 2016 auf DVD und Blu-ray. Am 12. Juni 2017 wurde die 4. Staffel von Polyband auf DVD und Blu-ray veröffentlicht. Neben der Standardversion kamen auch eine limitierte Steelbook-Version und weitere händlerspezifische Ausgaben auf den Markt.

## Rezeption

### Kritiken
Christian Junklewitz von Serienjunkies.de bewertet Sherlock als Pflichtprogramm: „Ausgefeilte, vom Ballast der mittlerweile zu Klischees geronnenen Requisiten […] befreite Figuren, ein cleveres Spiel mit den Erwartungen des Publikums, grandiose Dialoge (die auch in der deutschen Übersetzung nichts an Schärfe und Wortwitz verlieren) und eine – hinsichtlich des Zusammenspiels von Kamera, Schnitt und Musik – mitreißende Inszenierung machen ‚Sherlock‘ zu einem absoluten Must-See TV.“
Hannah Pilarczyk betont bei Spiegel Online die Vorzüge der britischen Fernsehserie gegenüber dem Tatort: „Spannung? Oder Charakterzeichnung der Ermittler? Was sich bei ‚Tatorten‘ meist im Wege steht, fügt sich hier zu kompakten Geschichten zusammen. Gerade aus dem beständigen Springen zwischen Ebenen und Orten gewinnt ‚Sherlock‘ sein Tempo und erzeugt von Anfang an erzählerischen Sog.“
Dominik Drozdowski lobt bei Focus Online den erfolgreichen Transfer in die Moderne: „Meisterhaft schaffen die beiden Autoren es, das Alte und das Neue zu verbinden, ohne dass das Versetzen des Detektivs in die Gegenwart zur fixen Idee verkommt.“
Daniel Haas beantwortet in der FAZ die Frage, ob man heutzutage noch einem viktorianischen Holmes zusehen wolle, so: „Ja, wenn er ein postmoderner Dandy ist, mit allen Wassern des digitalen Know-hows gewaschen und einem Bonmot-Talent im Format von Oscar Wilde gesegnet, dann schon. [Er] ist die radikale Aktualisierung des Meisterdetektivs.“ Außerdem gefällt ihm die Geschwindigkeit der komplexen Handlung: „Keine Zeit für langes Besprechen oder Vorlesen, der Zuschauer muss Multitasking praktizieren wie der Held.“
In der Welt vergleicht Iris Alanyali diesen Sherlock Holmes mit seiner literarischen Vorlage, wobei „dieser Sherlock seinem viktorianischen Vorgänger eigentlich hinterher [hinkt], denn während heutzutage jeder Streifenpolizist ein iPhone hat, waren die Pülverchen und Apparaturen, mit denen der Original-Holmes seine Fälle löste, der damals letzte Schrei der Investigativbranche“. Vielmehr fasziniere seine Charakter- und Vorgehensweise: „Diese Ignoranz ist der Schlüssel zu Sherlocks Erfolg. Sie macht ihn zu einer Fernsehikone des beginnenden 21. Jahrhunderts, in eine Reihe zu stellen mit Jack Bauer aus 24 und Dr. House. Superhirne mit der Arroganz der Ignoranz. Vom gemeinen Zuschauer bewundert und beneidet. […] Sherlock & Co. haben keine Beziehungen, sie haben gutmütige Sidekicks (Dr. Watson oder Dr. Wilson), die als eine Art Simultanübersetzer für die Umwelt fungieren müssen, weil die Meister sich nicht um Konventionen und Manieren scheren.“
Katharina Riehl beschreibt Sherlock in der SZ als endlich in der Moderne angelangten, festen Bestandteil der Popkultur, „inszeniert […] in einer Ästhetik, die an Minority Report und andere Tom-Cruise-Blockbuster erinnert. […] Vor allem haben die Autoren Steven Moffat und Mark Gatiss, die für die BBC schon die Fernsehserie Doctor Who schrieben, auch die Erzählstruktur modernisiert.“ Im Programm zwischen den Krimi-Wiederholungen der Öffentlich-Rechtlichen „ist das beinahe luzide.“
Auch die zweite Staffel erhält von Christian Junklewitz positive Kritiken. So übertreffe die erste Folge noch die in sie gesetzten Erwartungen, woran auch Lara Pulver mit ihrer Darstellung der Irene Adler einen besonderen Anteil habe. Die zweite Folge, die Neuauflage um die „Hounds of Baskerville“, biete zwar auch exzellente Unterhaltung, komme jedoch nicht an das „Krimifest der Vorwoche“ heran. „The Reichenbach Fall“ als Abschluss der Staffel zeige „perfekte Unterhaltung auf einem Niveau, welches so ziemlich alles hinter sich lässt, was es sonst noch im Fernsehen oder Kino zu sehen“ gebe. Insgesamt sei die zweite Staffel nach Meinung von Junklewitz „nicht weniger und nicht mehr als ein Zeugnis für das atemberaubend hohe Niveau des britischen Serienschaffens,“ „welches nicht nur die meisten deutschen, sondern sogar manche US-Produktionen wie ungelenke Amateurarbeiten aussehen“ lasse.
Francesco Tornabene beschreibt die Folgen der zweiten Staffel für Funkhaus Europa als „visuell ausgefeilt und inszenierte Geschichten“, die den Zuschauer aufgrund des schnellen Tempos und der intelligenten Erzählstruktur durchaus fordere. Vor allem die letzte Folge Der Reichenbachfall bezeichnet er als besonders sehenswert.
Auch The Empty Hearse erhält als Auftaktfolge der dritten Staffel positive Kritiken: Axel Schmitt von Serienjunkies.de hält fest: „Die lange Wartezeit hat sich gelohnt.“ Er sah in der ersten Folge bereits die Absicht der Autoren: „mehr Humor, mehr Schrulligkeit, mehr Verschrobenheit.“ Nach der vollständigen Ausstrahlung der dritten Staffel schreibt Schmitt weiter, die Staffel zeige ein „atemloses Erzähltempo, das gleich mehrere unvorgesehene Wendungen in nur einer Episode unterbringt.“ Schmitt schreibt aber auch: „Das alles ist ,Eventfernsehen‘ in seiner reinsten Form, es ist ein Zugeständnis der Serienschöpfer Steven Moffat und Mark Gatiss an den riesigen Hype, den sie mit The Reichenbach Fall vor zwei Jahren ausgelöst hatten. Auch His Last Vow ist TV-Unterhaltung in ihrer reinsten und besten Form, selbst dann, wenn die Episode – wie die gesamte Staffel – Sherlock-Puristen vor den Kopf stoßen dürfte. Um diese schärfsten Beobachter zufriedenzustellen, hätte es wohl einer gehaltvolleren Ausrichtung bedurft.“

### Auszeichnungen (Auswahl)
BAFTA TV Award
- 2011: 7 Nominierungen, 3 Auszeichnungen für Staffel 1
  - Beste Dramaserie – gewonnen
  - Bester Nebendarsteller – Martin Freeman – gewonnen
  - Bester Schnitt – Fiktion/Unterhaltung – Charlie Philipps (für Ein Fall von Pink) – gewonnen
  - Bester Darsteller – Benedict Cumberbatch – nominiert
- 2012: 7 Nominierungen, 4 Auszeichnungen für Staffel 2[90]
  - Bester Hauptdarsteller – Benedict Cumberbatch – nominiert
  - Bester Nebendarsteller – Andrew Scott – gewonnen
  - Bester Nebendarsteller – Martin Freeman – nominiert
  - Bester Ton – Fiktion (für Ein Skandal in Belgravia) – gewonnen
  - Best Writer – Steven Moffat (für Ein Skandal in Belgravia) – gewonnen
  - Best Editing – Fiktion – Charlie Phillips (für Ein Skandal in Belgravia) – gewonnen
  - Zuschauerpreis – nominiert

BAFTA Cymru Award
- 2011: 5 Auszeichnungen[91]
  - Bestes Fernsehdrama – gewonnen
  - Beste Regie – Fiktion – Euros Lyn – gewonnen
  - Bester DoP – Fiktion – Steve Lawes – gewonnen
  - Bestes Setdesign – Arwel Wyn Jones – gewonnen
  - Beste Maske (Make Up & Hair) – Claire Pritchard-Jones – gewonnen

BAFTA Craft Award
- Bester Schnitt – Fiktion – Charlie Phillips – gewonnen[91]

Arqiva Award – Edinburgh International Television Festival
- 2011: Beste terrestrische Sendung – gewonnen[92]

Prix Europa
- 2011: Beste Episode einer fiktionalen Fernsehserie oder Miniserie (für Ein Fall von Pink) – gewonnen[93]

Golden Globe
- 2013: Beste Darbietung eines Schauspielers in einer Miniserie oder einem Fernsehfilm – Benedict Cumberbatch – nominiert[89]

Emmy
- 2011: 4 Nominierungen für die Episode Ein Fall von Pink (Staffel 1):[94]
  - Herausragendes Drehbuch – Miniserie/Spielfilm/Serienspecial – nominiert
  - Herausragender Schnitt einer Ein-Kamera-Produktion – Miniserie/Spielfilm – nominiert
  - Herausragende Spezialeffekte – Miniserie/Spielfilm/Serienspecial – nominiert
  - Herausragende Filmmusik-Komposition – Miniserie/Spielfilm/Serienspecial – nominiert
- 2012: 13 Nominierungen für Ein Skandal in Belgravia (Staffel 2), darunter
  - Beste Miniserie
  - Herausragender Hauptdarsteller – Miniserie/Spielfilm
  - Herausragender Nebendarsteller – Miniserie/Spielfilm[95][89]
- 2014: 11 Nominierungen, 7 Auszeichnungen für Sein letzter Schwur (Staffel 3):[89]
  - Herausragender Hauptdarsteller – Miniserie/Spielfilm – Benedict Cumberbatch – gewonnen
  - Herausragender Nebendarsteller – Miniserie/Spielfilm – Martin Freeman – gewonnen
  - Herausragendes Drehbuch – Miniserie/Spielfilm/Serienspecial – Steven Moffat – gewonnen
  - Herausragende Filmmusik-Komposition – Miniserie/Spielfilm/Serienspecial – David Arnold und Michael Price – gewonnen
  - Herausragender Schnitt einer Ein-Kamera-Produktion – Miniserie/Spielfilm – Yan Miles – gewonnen
  - Herausragender Tonschnitt – Miniserie/Spielfilm/Serienspecial – gewonnen
- 2016: Herausragender Fernsehfilm (für Sonderfolge Die Braut des Grauens) – gewonnen

YouTube Audience Award
- 2011: nominiert[96]

British Fantasy Award
- 2011: Beste Fernsehproduktion - gewonnen

## Soundtrack
Der Soundtrack zu den bisher erschienenen vier Staffeln wurde von David Arnold und Michael Price komponiert.
Im Vereinigten Königreich erschien der Soundtrack zur ersten Staffel am 30. Januar 2012, in Deutschland am 10. Februar 2012.
| \| Nr. \| Titel[99] \| Länge (in min.)[99] \| \| ---------------- \| ----------------- \| ------------------- \| \| 1 \| Opening Titles \| 0:40 \| \| 2 \| The Game Is On \| 3:40 \| \| 3 \| War \| 3:19 \| \| 4 \| Pink \| 3:47 \| \| 5 \| Security Cameras \| 3:02 \| \| 6 \| Pursuit \| 1:49 \| \| 7 \| Which Bottle? \| 2:11 \| \| 8 \| Targets \| 2:26 \| \| 9 \| Library Books \| 3:19 \| \| 10 \| Number Systems \| 3:01 \| \| 11 \| Light – Fingered \| 3:41 \| \| 12 \| Elegy \| 3:13 \| \| 13 \| Crates Of Books \| 3:03 \| \| 14 \| Sandbag \| 4:42 \| \| 15 \| On The Move \| 2:43 \| \| 16 \| Back To Work \| 3:50 \| \| 17 \| Woman On The Slab \| 2:51 \| \| 18 \| A Man Who Can \| 3:13 \| \| 19 \| Final Act \| 3:08 \| \| Gesamtlänge:[99] \| Gesamtlänge:[99] \| 57:38 \| |                   |                 |
| Nr. | Titel             | Länge (in min.) |
| 1 | Opening Titles    | 0:40            |
| 2 | The Game Is On    | 3:40            |
| 3 | War               | 3:19            |
| 4 | Pink              | 3:47            |
| 5 | Security Cameras  | 3:02            |
| 6 | Pursuit           | 1:49            |
| 7 | Which Bottle?     | 2:11            |
| 8 | Targets           | 2:26            |
| 9 | Library Books     | 3:19            |
| 10 | Number Systems    | 3:01            |
| 11 | Light – Fingered  | 3:41            |
| 12 | Elegy             | 3:13            |
| 13 | Crates Of Books   | 3:03            |
| 14 | Sandbag           | 4:42            |
| 15 | On The Move       | 2:43            |
| 16 | Back To Work      | 3:50            |
| 17 | Woman On The Slab | 2:51            |
| 18 | A Man Who Can     | 3:13            |
| 19 | Final Act         | 3:08            |
| Gesamtlänge: | Gesamtlänge:      | 57:38           |

Im Vereinigten Königreich erschien der Soundtrack zur zweiten Staffel am 27. Februar 2012, in Deutschland am 2. März 2012.
| \| Nr. \| Titel[102] \| Länge (in min.)[102] \| \| ----------------- \| ------------------------ \| -------------------- \| \| 1 \| Irene’s Theme \| 0:42 \| \| 2 \| Potential Clients \| 1:57 \| \| 3 \| Status Symbols \| 2:33 \| \| 4 \| The Woman \| 2:31 \| \| 5 \| Dark Times \| 2:16 \| \| 6 \| Smoke Alarm \| 3:01 \| \| 7 \| Sherlocked \| 3:44 \| \| 8 \| Pursued by a Hound \| 1:46 \| \| 9 \| The Village \| 2:30 \| \| 10 \| Double Room \| 2:21 \| \| 11 \| Deeper into Baskerville \| 2:44 \| \| 12 \| To Dartmoor \| 3:11 \| \| 13 \| The Lab \| 3:40 \| \| 14 \| Mind Palace and Solution \| 2:05 \| \| 15 \| Grimm Fairy Tales \| 3:12 \| \| 16 \| Deduction and Deception \| 2:45 \| \| 17 \| Prepared to do Anything \| 4:18 \| \| 18 \| Blood on the Pavement \| 2:07 \| \| 19 \| One More Miracle \| 2:08 \| \| Gesamtlänge:[102] \| Gesamtlänge:[102] \| 49:31 \| |                          |                 |
| Nr. | Titel                    | Länge (in min.) |
| 1 | Irene’s Theme            | 0:42            |
| 2 | Potential Clients        | 1:57            |
| 3 | Status Symbols           | 2:33            |
| 4 | The Woman                | 2:31            |
| 5 | Dark Times               | 2:16            |
| 6 | Smoke Alarm              | 3:01            |
| 7 | Sherlocked               | 3:44            |
| 8 | Pursued by a Hound       | 1:46            |
| 9 | The Village              | 2:30            |
| 10 | Double Room              | 2:21            |
| 11 | Deeper into Baskerville  | 2:44            |
| 12 | To Dartmoor              | 3:11            |
| 13 | The Lab                  | 3:40            |
| 14 | Mind Palace and Solution | 2:05            |
| 15 | Grimm Fairy Tales        | 3:12            |
| 16 | Deduction and Deception  | 2:45            |
| 17 | Prepared to do Anything  | 4:18            |
| 18 | Blood on the Pavement    | 2:07            |
| 19 | One More Miracle         | 2:08            |
| Gesamtlänge: | Gesamtlänge:             | 49:31           |

Der Soundtrack zur dritten Staffel erschien am 27. Januar 2014 zum Download.
| \| Nr. \| Titel \| Länge (in min:s) \| \| ---------------------- \| ------------------------------- \| ---------------- \| \| 1 \| How It Was Done \| 2:44 \| \| 2 \| God Rest His Soul \| 1:44 \| \| 3 \| Floating Dust \| 3:29 \| \| 4 \| #Sherlocklives \| 2:49 \| \| 5 \| Back to Work \| 2:57 \| \| 6 \| Vanishing Underground \| 2:29 \| \| 7 \| John is Quite a Guy \| 4:06 \| \| 8 \| Lazarus \| 3:36 \| \| 9 \| Lestrade – The Movie \| 3:07 \| \| 10 \| To Battle \| 4:02 \| \| 11 \| Stag Night \| 2:16 \| \| 12 \| Mayfly Man \| 4:18 \| \| 13 \| Major Sholto \| 2:59 \| \| 14 \| Waltz for John and Mary \| 1:07 \| \| 15 \| Magnussen \| 3:33 \| \| 16 \| Forwards or Backwards \| 4:42 \| \| 17 \| Redbeard \| 2:11 \| \| 18 \| The Lie in Leinster Gardens \| 3:15 \| \| 19 \| Addicted to a Certain Lifestyle \| 3:50 \| \| 20 \| The Problems of Your Future \| 5:33 \| \| 21 \| Appledore \| 3:38 \| \| 22 \| The East Wind \| 4:01 \| \| 23 \| Titles (45 Second Version) \| 0:50 \| \| Gesamtlänge (h:min:s): \| Gesamtlänge (h:min:s): \| 1:14:16 \| |                                 |                  |
| Nr. | Titel                           | Länge (in min:s) |
| 1 | How It Was Done                 | 2:44             |
| 2 | God Rest His Soul               | 1:44             |
| 3 | Floating Dust                   | 3:29             |
| 4 | #Sherlocklives                  | 2:49             |
| 5 | Back to Work                    | 2:57             |
| 6 | Vanishing Underground           | 2:29             |
| 7 | John is Quite a Guy             | 4:06             |
| 8 | Lazarus                         | 3:36             |
| 9 | Lestrade – The Movie            | 3:07             |
| 10 | To Battle                       | 4:02             |
| 11 | Stag Night                      | 2:16             |
| 12 | Mayfly Man                      | 4:18             |
| 13 | Major Sholto                    | 2:59             |
| 14 | Waltz for John and Mary         | 1:07             |
| 15 | Magnussen                       | 3:33             |
| 16 | Forwards or Backwards           | 4:42             |
| 17 | Redbeard                        | 2:11             |
| 18 | The Lie in Leinster Gardens     | 3:15             |
| 19 | Addicted to a Certain Lifestyle | 3:50             |
| 20 | The Problems of Your Future     | 5:33             |
| 21 | Appledore                       | 3:38             |
| 22 | The East Wind                   | 4:01             |
| 23 | Titles (45 Second Version)      | 0:50             |
| Gesamtlänge (h:min:s): | Gesamtlänge (h:min:s):          | 1:14:16          |

Der Soundtrack zur vierten Staffel erschien am 27. Januar 2017 zum Download.
| \| Nr. \| Titel \| Länge (in min.) \| \| ------------ \| ------------------- \| --------------- \| \| 1 \| The Stranger \| 2:38 \| \| 2 \| 59 Missed Calls \| 1:53 \| \| 3 \| Murder This Time \| 4:01 \| \| 4 \| AGRA \| 4:44 \| \| 5 \| Absolute Trust \| 2:04 \| \| 6 \| Running Away \| 4:04 \| \| 7 \| Cheating \| 3:31 \| \| 8 \| Sharks \| 3:31 \| \| 9 \| Never A Field Agent \| 2:19 \| \| 10 \| Gunshot \| 3:57 \| \| 11 \| Get Your Attention \| 1:33 \| \| 12 \| Stopped Lying Down \| 3:36 \| \| 13 \| Too Heavy \| 2:24 \| \| 14 \| Window Deduction \| 2:20 \| \| 15 \| Anyone \| 3:49 \| \| 16 \| Favourite Room \| 3:13 \| \| 17 \| You Look Different \| 4:23 \| \| 18 \| No Charges \| 2:31 \| \| 19 \| Who I Want To Be \| 2:42 \| \| 20 \| In The Tower \| 2:50 \| \| 21 \| She Was Different \| 3:49 \| \| 22 \| Doing A Good Thing \| 2:16 \| \| 23 \| 3 Suspects \| 2:11 \| \| 24 \| Pick Up \| 5:15 \| \| 25 \| Brother Mine \| 2:22 \| \| 26 \| Bones \| 3:03 \| \| 27 \| The Hall \| 3:19 \| \| 28 \| I Had No One \| 2:15 \| \| 29 \| Open Your Eyes \| 3:47 \| \| 30 \| Always The Grown Up \| 1:14 \| \| 31 \| Who You Really Are \| 2:35 \| \| Gesamtlänge: \| Gesamtlänge: \| 1:34:25 \| |                     |                 |
| Nr. | Titel               | Länge (in min.) |
| 1 | The Stranger        | 2:38            |
| 2 | 59 Missed Calls     | 1:53            |
| 3 | Murder This Time    | 4:01            |
| 4 | AGRA                | 4:44            |
| 5 | Absolute Trust      | 2:04            |
| 6 | Running Away        | 4:04            |
| 7 | Cheating            | 3:31            |
| 8 | Sharks              | 3:31            |
| 9 | Never A Field Agent | 2:19            |
| 10 | Gunshot             | 3:57            |
| 11 | Get Your Attention  | 1:33            |
| 12 | Stopped Lying Down  | 3:36            |
| 13 | Too Heavy           | 2:24            |
| 14 | Window Deduction    | 2:20            |
| 15 | Anyone              | 3:49            |
| 16 | Favourite Room      | 3:13            |
| 17 | You Look Different  | 4:23            |
| 18 | No Charges          | 2:31            |
| 19 | Who I Want To Be    | 2:42            |
| 20 | In The Tower        | 2:50            |
| 21 | She Was Different   | 3:49            |
| 22 | Doing A Good Thing  | 2:16            |
| 23 | 3 Suspects          | 2:11            |
| 24 | Pick Up             | 5:15            |
| 25 | Brother Mine        | 2:22            |
| 26 | Bones               | 3:03            |
| 27 | The Hall            | 3:19            |
| 28 | I Had No One        | 2:15            |
| 29 | Open Your Eyes      | 3:47            |
| 30 | Always The Grown Up | 1:14            |
| 31 | Who You Really Are  | 2:35            |
| Gesamtlänge: | Gesamtlänge:        | 1:34:25         |

Zusätzlich zum serieneigenen Soundtrack werden in der zweiten Staffel vier Stücke anderer Künstler verwendet: Staying Alive von den Bee Gees, die Ouvertüre zu Rossinis La gazza ladra, Sinner Man von Nina Simone und die Sonate I g-Moll, BWV 1001 von Bach.
In der dritten Staffel werden die Stücke Donde Estas Yolanda von Pink Martini und December, 1963 (Oh, What a Night) von The Four Seasons verwendet.
In der letzten Folge der vierten Staffel werden die Lieder The Number of the Beast von Iron Maiden und I Want to Break Free von Queen verwendet.